# Iglesia ortodoxa rusa fuera de Rusia
La Iglesia ortodoxa rusa fuera de Rusia o Iglesia ortodoxa rusa en el Extranjero (en ruso: Ру́сская Правосла́вная Це́рковь Заграни́цей - РПЦЗ y (en inglés: Russian Orthodox Church Outside Russia - ROCOR, ROCA), es una fracción de la Iglesia ortodoxa rusa que se constituyó en forma independiente en 1920 y que el 17 de mayo de 2007 firmó el Acta de Comunión Canónica con el patriarcado de Moscú. Mediante esa acta la Iglesia ortodoxa rusa fuera de Rusia pasó a ser una Iglesia autónoma afiliada a la Iglesia ortodoxa rusa, de la cual siempre se consideró parte. La Iglesia ortodoxa rusa fuera de Rusia buscó preservar en el exilio, las prácticas de lo que llama la "Vieja Santa Rusia" prerrevolucionaria. 
La Iglesia ortodoxa rusa en el Extranjero está compuesta de aquellas comunidades que están fuera de los límites de la Federación Rusa y que son guiadas por la jerarquía de una diócesis con sus parroquias, comunidades eclesiales, misiones espirituales y monasterios. Se contabilizan en más de 400 las parroquias y alrededor de 20 monasterios los que se encuentran bajo la jurisdicción del Sínodo de Obispos de la Iglesia rusa en el Extranjero.

## Administración
Se autogobierna sobre principios conciliares, conforme a la resolución del patriarca Tijon de Moscú, del Santo Sínodo y de Altísimo Concilio Eclesiástico (Sobor) de la Iglesia rusa, fechada el 7 de noviembre de 1920, n.º. 362, y conforme a lo señalado en el Acta de Comunión Canónica.
En su vida interior y administración, la Iglesia rusa en el Extranjero es guiada por las Santas Escrituras y la tradición, por los santos cánones y leyes eclesiásticas, las regulaciones y piadosas costumbres de la Iglesia de Rusia, por la resolución del 7/20 de noviembre de 1920, por las resoluciones de los concilios y declaraciones de la Iglesia en el Extranjero y sus estatutos. Respecto del patriarcado de Moscú, es independiente en materias pastorales, educacionales, administrativas, referentes a gestión y a propiedades, y en lo civil, existiendo, al mismo tiempo, en unidad canónica con la totalidad de la Iglesia ortodoxa rusa, conmemorando al patriarca de Moscú y a su primer jerarca en los Divinos Oficios.
La administración de la Iglesia corresponde al Concilio de Obispos a través del primer jerarca y del Sínodo y a través de los obispos diocesanos. Los obispos y laicos de la Iglesia ortodoxa rusa en el Extranjero participan, conforme al orden establecido, en el Concilio de Obispos y Concilio Local de la Iglesia ortodoxa rusa.

### Eparquías
La Iglesia ortodoxa rusa fuera de Rusia tiene 8 eparquías o diócesis:
- Eparquía de Estados Unidos Oriental y Nueva York (metropolitano): comprende en Estados Unidos el Distrito de Columbia y los estados de: Nueva York, Connecticut, Massachusetts, Maine, Nueva Jersey, Pensilvania, Virginia, Georgia, Virginia Occidental, Maryland, Carolina del Norte, Tennessee, Florida, Carolina del Sur, Misisipi, Alabama. Comprende además la República Dominicana, Puerto Rico, Haití, Nicaragua, Costa Rica, las demás islas del mar Caribe y Centroamérica.[4]
- Eparquía de Chicago y Estados Unidos Central: comprende en Estados Unidos los estados de: Illinois, Arkansas, Wisconsin, Indiana, Kansas, Minesota, Misuri, Ohio, Dakota del Sur y Texas.[5]
- Eparquía de San Francisco y Estados Unidos Occidental: comprende en Estados Unidos los estados de: Idaho, Alaska, Arizona, Washington, Hawái, California, Colorado, Nevada, Nuevo México, Oregón, Utah. Además comprende México.[6]
- Eparquía de Montreal y Canadá: comprende Canadá.[7]
- Eparquía de Sídney y Australia-Nueva Zelanda: comprende: Australia, Nueva Zelanda, Corea del Sur y Pakistán.[8]
- Eparquía de Sudamérica: comprende: América del Sur.[9]
- Eparquía de Londres y Europa Occidental: comprende: Gran Bretaña, Bélgica, Irlanda, España, Italia, Luxemburgo, Países Bajos, Portugal, Francia, Mónaco y Suiza.[10]
- Eparquía de Berlín y Alemania: comprende Alemania.[11]

Además cuenta con dos vicariatos:
- El vicariato del Sínodo de Obispos para los viejos creyentes (antiguo rito)
- El vicariato del Sínodo de Obispos para el rito occidental[12]

Existe también la misión espiritual rusa en Jerusalén, que comprende Jerusalén y Tierra Santa (Israel, Palestina y Jordania).

## Primeros jerarcas
- Metropolitano Antonio (Khrapovitsky) de Kiev (19 de noviembre de 1920-10 de agosto de 1936)
- Metropolitano Anastasio (Gribanovsky) de Chisináu (10 de agosto de 1936-27 de mayo de 1964)
- Metropolitano Filaret (Voznesensky) de Nueva York (27 de mayo de 1964-21 de noviembre de 1985)
- Metropolitano Vitaly (Ustinov) de Nueva York (22 de enero de 1986-10 de agosto de 2001)
- Metropolitano Laurus (Škurla) de Nueva York (28 de octubre de 2001-16 de marzo de 2008)
- Metropolitano Hilarión (Kapral) de Nueva York (18 de mayo de 2008-16 de mayo de 2022)
- Metropolitano Nicolás (Oljovsky) (desde el 13 de septiembre de 2022).[13]

## Obispos
La Iglesia rusa en el Extranjero tiene su sede en Nueva York, y su primer jerarca, es el metropolitano Hilarión (Kapral) de América Oriental y Nueva York, presidente del Sínodo de Obispos de la Iglesia ortodoxa rusa en el Extranjero.
Su Concilio de Obispos está compuesto de los siguientes jerarcas:
- Metropolitano Marcos (Arndt) de Berlín y Alemania.
- Arzobispo Kirill (Dmitrieff) de San Francisco y Estados Unidos Occidental.
- Arzobispo Gabriel (Chemodakov) de Montreal y Canadá.
- Arzobispo Pedro (Loukianoff) de Chicago y Estados Unidos Central.
- Obispo Juan (Bērziņš) de Caracas y Sudamérica.
- Obispo Ireneo (Steenberg) de Richmond y Europa Occidental.
- Obispo Agapito (Goratchek) de Stuttgart, vicario de la diócesis de Berlín y Alemania.
- Obispo Teodosio (Iváshchenko) de Seattle, vicario de la diócesis de San Francisco.
- Obispo Jorge (Schaefer) de Canberra, vicario de la diócesis Australia y Nueva Zelanda.
- Obispo Nicolás (Oljovski) de Manhattan, vicario de la diócesis de Estados Unidos Oriental y Nueva York.
- Obispo Alejandro (Echevarría) de Vevey, vicario de la diócesis de Europa Occidental
- Obispo Lucas (Murianka) de Jordanville, vicario de la diócesis de Estados Unidos Oriental y Nueva York.